# Hay Ryad
Hay Ryad est un quartier principalement résidentiel et d'affaires de Rabat, capitale du Maroc. Il fait partie de l'arrondissement Agdal-Ryad de la Commune de Rabat.  
C'est un quartier chic, considéré comme l'un des quartiers les plus luxueux de Rabat 

## Présentation
Ce quartier est situé entre le centre de Rabat et la station balnéaire de Témara. 
Le quartier, créé à la fin des années 1970, s'étend sur environ 570 ha parcourues de 124 km de voirie et est composé essentiellement de villas et d'immeubles de haut standing, c'est l'un des quartiers les plus chics et luxueux de Rabat.
Plusieurs ministères et administrations y sont établis, ainsi que la délégation de l'Union européenne. Les sièges de plusieurs entreprises marocaines et internationales y sont aussi domiciliés, tels que Maroc Télécom, MedZ, Carrefour Market Label'Vie et Holcim Maroc.
La Fédération royale marocaine de football y a son siège, tout comme l'équipe de football de Widad Témara qui a son camp d'entraînement près du Complexe sportif Moulay-Abdallah.

## Galeries Photos

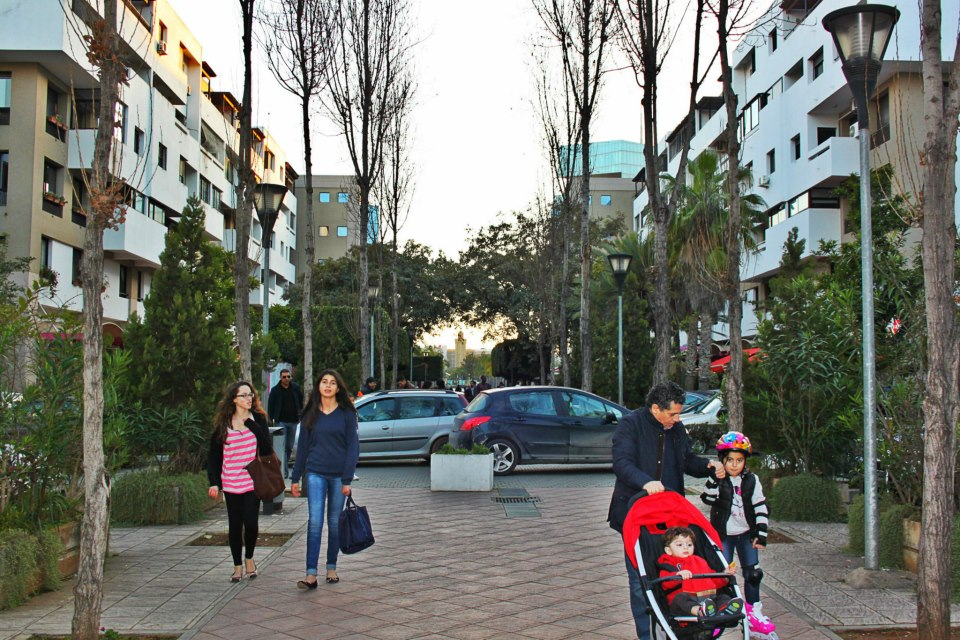
Mahaj Arriad
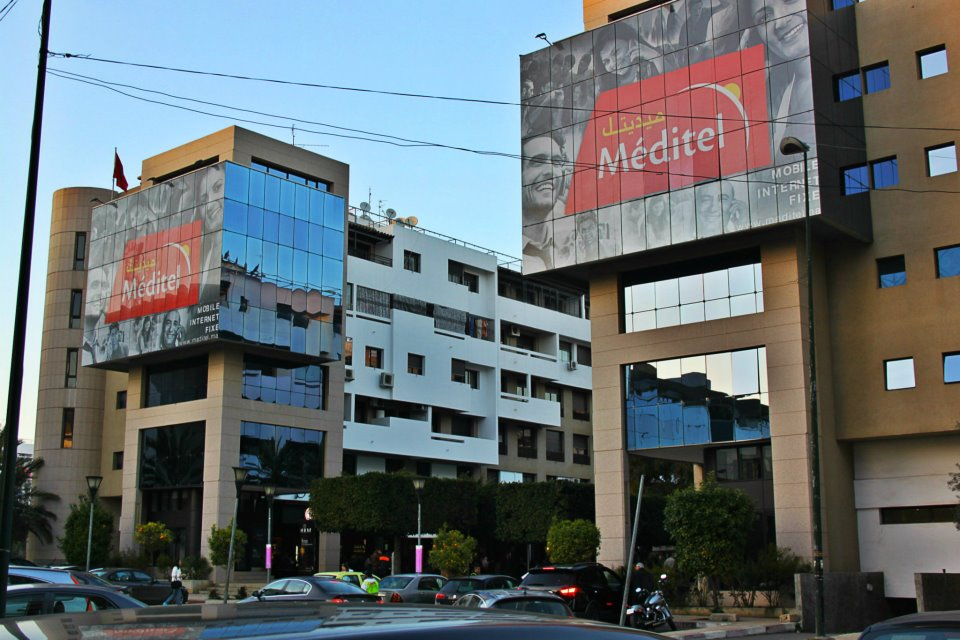
Rue piétonne au Riad
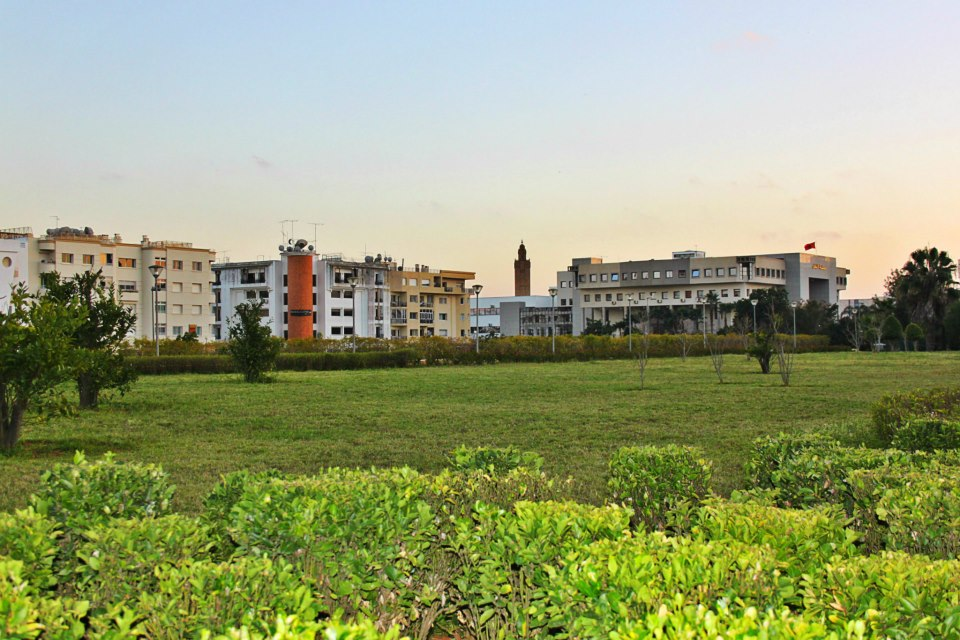
Zone-Immeubles